# Евдокиевка (Днепропетровская область)
Евдокиевка (укр. Євдокіївка) — село, Шевченковский сельский совет, Магдалиновский район, Днепропетровская область, Украина.
Код КОАТУУ — 1222387403. Население по переписи 2001 года составляло 472 человека.

## Географическое положение
Село Евдокиевка находится на берегу реки Чаплинка, выше по течению примыкает пгт Магдалиновка, ниже по течению примыкает село Шевченковка.
Рядом проходит автомобильная дорога Т-0414.

## История
- Село Евдокиевка образовано в 1992 году из второго отделения колхоза «Родина» (село Шевченковка).

## Экономика
- «Батькивщина», ООО.
- «Відродження», ООО.
- «Дружинка», СФГ.
- «Медолк», ООО.

## Объекты социальной сферы
- Школа I—II ст.